# Didier Digard
Didier Digard (ur. 12 lipca 1986 w Gisors) – francuski piłkarz (do 2018) na pozycji pomocnika, trener (od 2019). Były młodzieżowy reprezentant Francji. W 2024 został trenerem Le Havre AC występującego w Ligue 1.

## Kariera klubowa
Swoją karierę rozpoczynał w Le Havre AC. Spędził w tym klubie osiem lat. W sumie rozegrał w nim 72 mecze i strzelił 3 bramki. W 2001 roku został powołany do reprezentacji Francji do lat 16. Występował także w reprezentacjach U17, U18, U19, U20 i U21. Łącznie w młodzieżowych reprezentacjach rozegrał 57 spotkań, w których zdobył jedną bramkę. Podczas letniego okna transferowego w 2007 roku został sprzedany za 2,5 miliona euro do drużyny Paris Saint-Germain. Z PSG zdobył Puchar Ligi Francuskiej, a 4 lipca 2008 odszedł do angielskiego Middlesbrough za 5 milionów euro. W styczniu 2010 roku został wypożyczony do OGC Nice a rok później został definitywnie zakupiony za 800 tysięcy euro. W 2015 roku na zasadzie transferu przeszedł do hiszpańskiego Realu Betis, w sezonie 2016/17 był wypożyczony do klubu CA Osasuna. Jego ostatnim zespołem była Lorca FC, 1 lipca 2018 zakończył karierę piłkarza.
| Sezon   | Klub                | Kraj      | Rozgrywki        | Mecze | Bramki | Rozgrywki Europy | Mecze | Bramki |
| ------- | ------------------- | --------- | ---------------- | ----- | ------ | ---------------- | ----- | ------ |
| 2004/05 | Le Havre AC         | Francja   | Ligue 2          | 15    | 0      | -                | -     | -      |
| 2005/06 | Le Havre AC         | Francja   | Ligue 2          | 30    | 2      | -                | -     | -      |
| 2006/07 | Le Havre AC         | Francja   | Ligue 2          | 27    | 1      | -                | -     | -      |
| 2006/07 | Paris Saint-Germain | Francja   | Ligue 1          | 16    | 0      | -                | -     | -      |
| 2007/08 | Middlesbrough       | Anglia    | Premier League   | 23    | 0      | -                | -     | -      |
| 2008/09 | Middlesbrough       | Anglia    | Championship     | 9     | 0      | -                | -     | -      |
| 2009/10 | OGC Nice            | Francja   | ligue 1          | 12    | 1      | -                | -     | -      |
| 2010/11 | OGC Nice            | Francja   | ligue 1          | 24    | 0      | -                | -     | -      |
| 2011/12 | OGC Nice            | Francja   | ligue 1          | 30    | 0      | -                | -     | -      |
| 2012/13 | OGC Nice            | Francja   | ligue 1          | 36    | 2      | -                | -     | -      |
| 2013/14 | OGC Nice            | Francja   | ligue 1          | 29    | 0      | Liga Europy UEFA | 2     | 0      |
| 2014/15 | OGC Nice            | Francja   | ligue 1          | 14    | 1      | -                | -     | -      |
| 2015/16 | Real Betis          | Hiszpania | Primera División | 9     | 0      | -                | -     | -      |
| 2016/17 | CA Osasuna          | Hiszpania | Primera División | 3     | 0      | -                | -     | -      |
| 2017/18 | Lorca FC            | Hiszpania | Segunda División | 5     | 0      | -                | -     | -      |

Stan na: 13 maja 2018 r.

## Kariera trenerska
Pod koniec 2019 został asystentem trenera w klubie OGC Nice (U17 – drużyna do lat 17). W 2021 został trenerem rezerwy. W OGC Nice (Ligue 1) trenował do 2024 (2022/23 asystent, 2023 tymczasowy, 2023/24 rezerwy). W 2024 został trenerem Le Havre AC występującego w Ligue 1.